# Ле-Марньес
Ле-Марнье́с (фр. Le Margnès, окс. Lo Marnhès) — коммуна во Франции, находится в регионе Юг — Пиренеи. Департамент — Тарн. Входит в состав кантона От-Тер-д’Ок. Округ коммуны — Кастр.
Код INSEE коммуны — 81153.

## География
Коммуна расположена приблизительно в 580 км к югу от Парижа, в 95 км восточнее Тулузы, в 50 км к юго-востоку от Альби.

## Климат
Климат умеренно-океанический. Зима мягкая и дождливая, лето жаркое с частыми грозами. Ветры довольно редки.

## Население
Население коммуны на 2010 год составляло 44 человека.
| 1962 | 1968 | 1975 | 1982 | 1990 | 1999 | 2010 |
| ---- | ---- | ---- | ---- | ---- | ---- | ---- |
| 139  | 105  | 96   | 86   | 63   | 49   | 44   |

## Администрация
| Период | Период | Фамилия      | Партия | Примечания |
| ------ | ------ | ------------ | ------ | ---------- |
| 2001   | 2014   | Ремон Го     |        |            |
| 2014   | 2020   | Давид Эсканд |        |            |

## Экономика
В 2007 году среди 29 человек в трудоспособном возрасте (15—64 лет) 21 были экономически активными, 8 — неактивными (показатель активности — 72,4 %, в 1999 году было 52,9 %). Из 21 активных работали 20 человек (14 мужчин и 6 женщин), безработной была 1 женщина. Среди 8 неактивных 2 человека были учениками или студентами, 6 — пенсионерами, 0 были неактивными по другим причинам.

## Фотогалерея

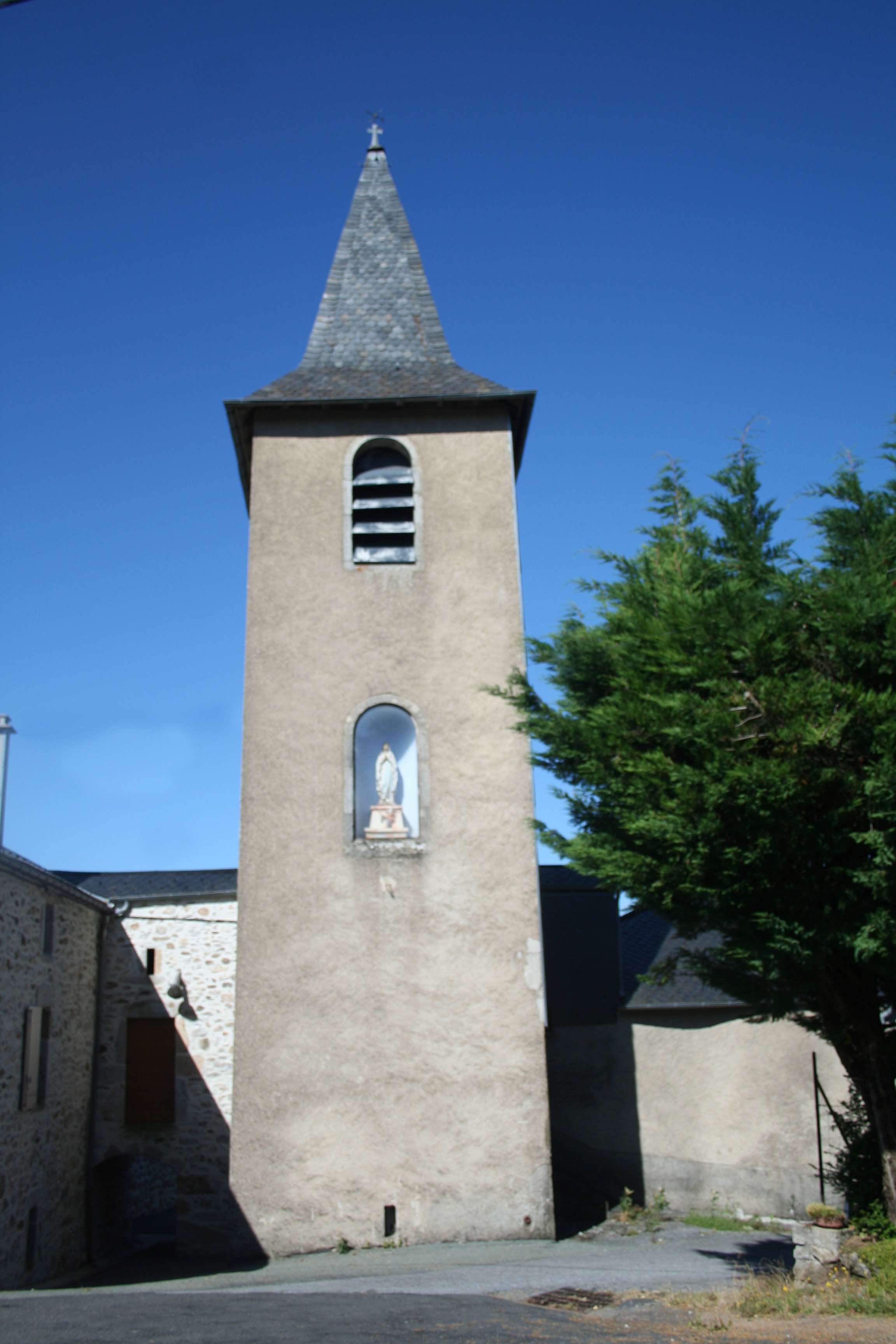
Церковь Св. Магдалины
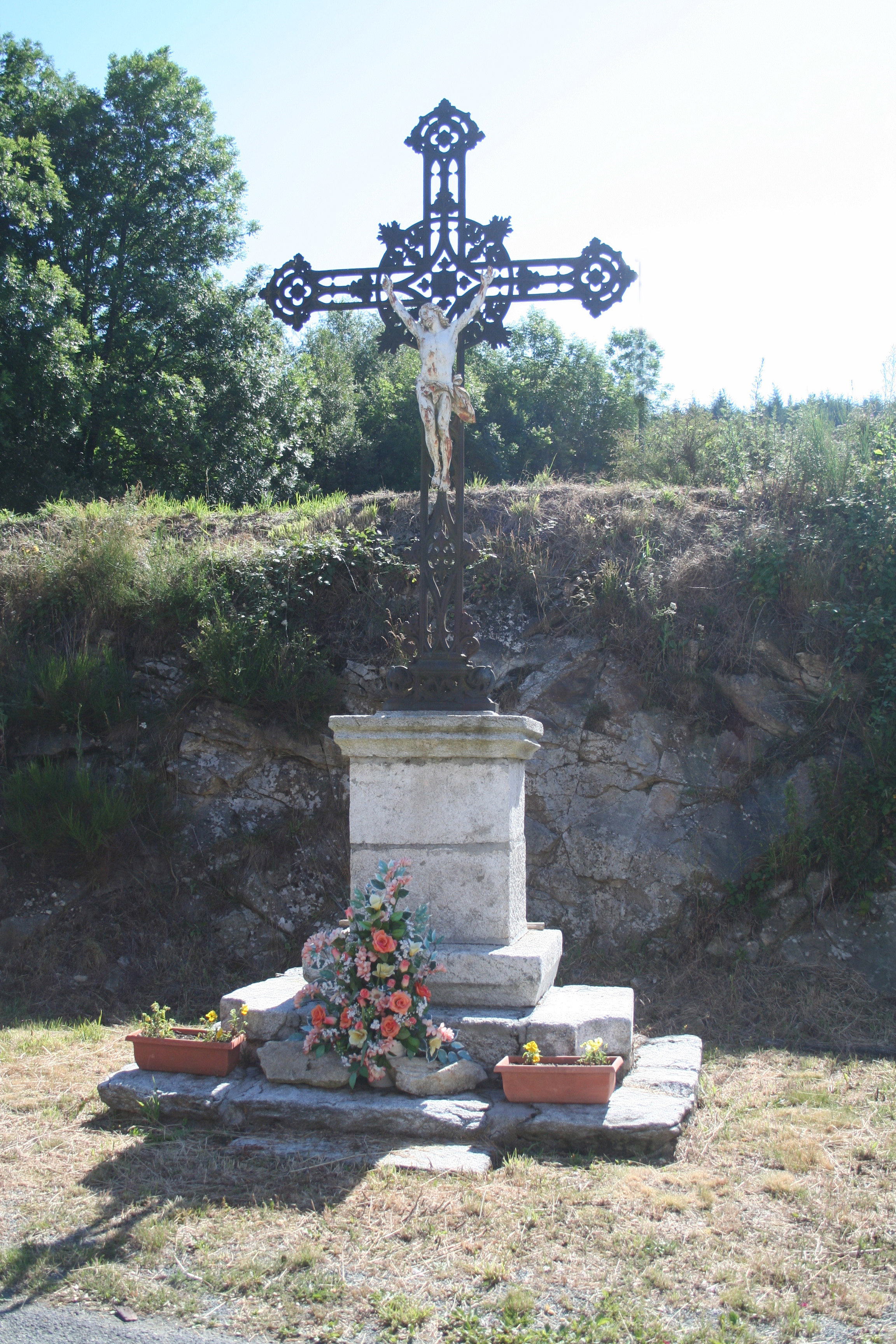
Крест
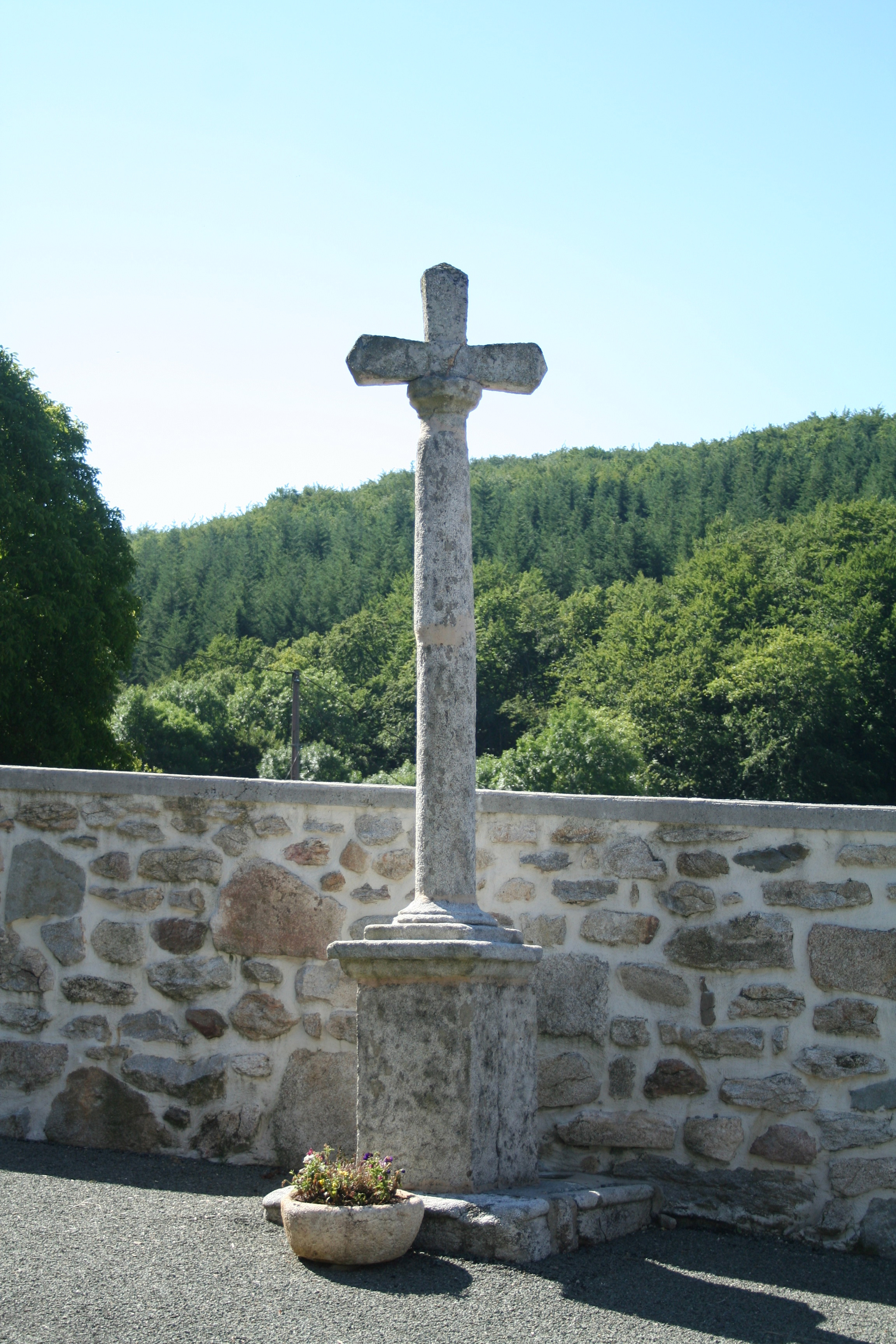
Крест
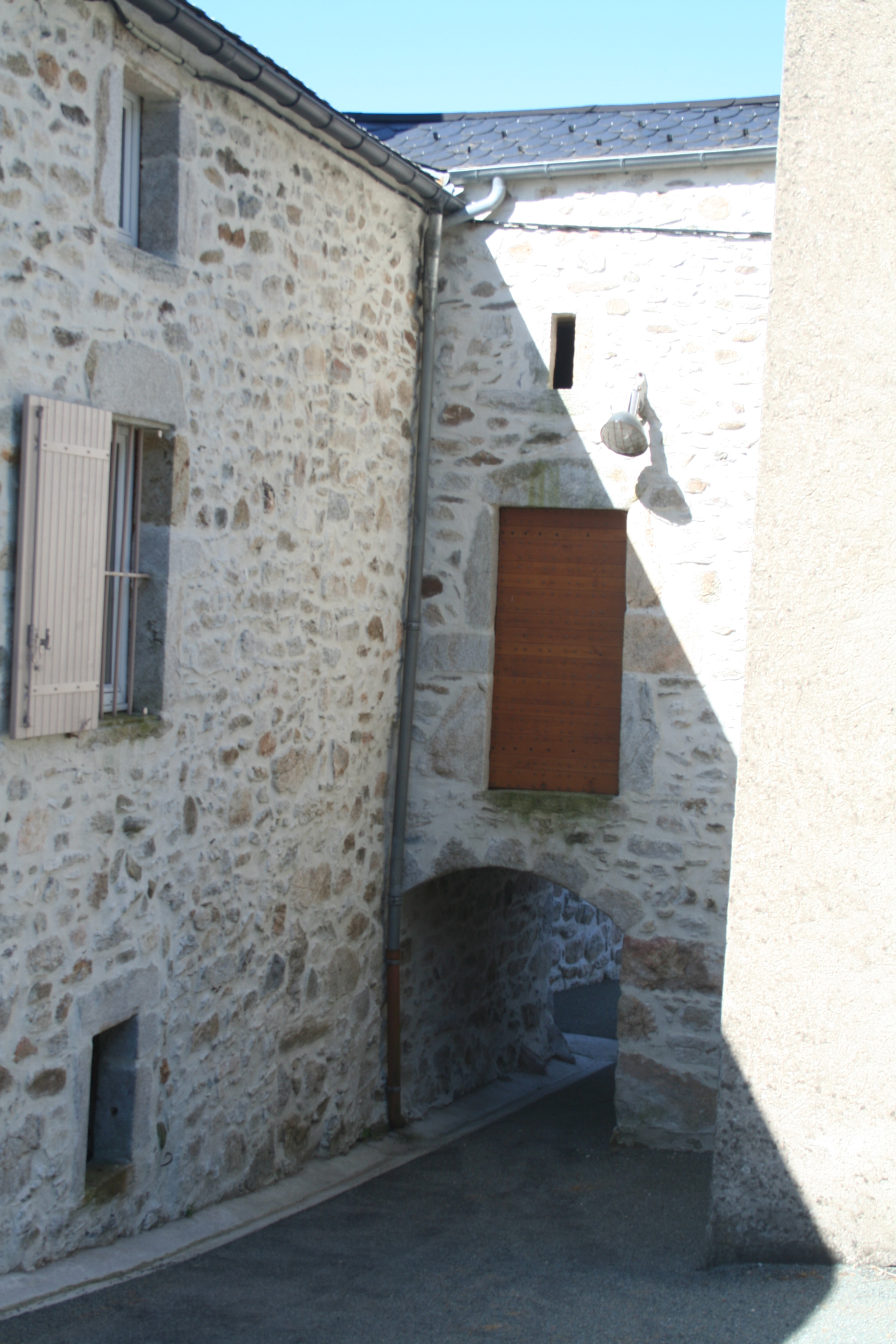
Дом
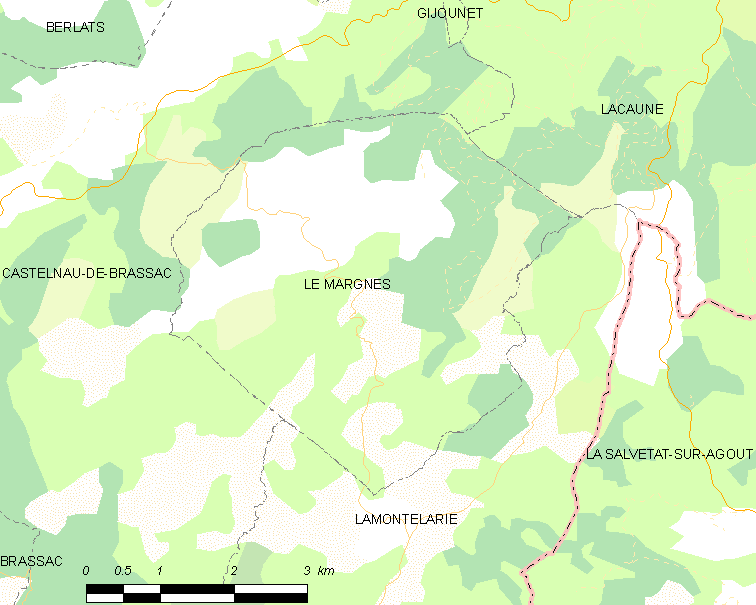
Карта коммуны